# Georgia Davies
Georgia Beth Davies (Londra, 11 ottobre 1990) è un'ex nuotatrice britannica che ha rappresentato la Gran Bretagna nei Giochi olimpici e nei Campionati europei e ha nuotato per il Galles nei Giochi del Commonwealth.
Nel 2014, Davies ha vinto la medaglia d'oro nel 50 m dorso e l'argento nel 100 m dorso ai Giochi del Commonwealth.
Un mese dopo, ai Campionati europei di Berlino, ha vinto la medaglia d'argento nei 50 m dorso, la medaglia di bronzo nei 100 m dorso ed un'altra di bronzo nella staffetta 4 x 100 misti femminile; ha vinto anche la medaglia di bronzo nei 50 m dorso ai Campionati europei di Londra 2016.
Ha rappresentato la Gran Bretagna ai Giochi olimpici di Londra 2012 e di Rio de Janeiro 2016, entrambe le volte nei 100 m dorso, venendo eliminata in entrambe le occasioni in semifinale.

## Palmarès
- Mondiali

Gwangju 2019: bronzo nella 4x100m misti mista.
- Mondiali in vasca corta

Windsor 2016: bronzo nei 100m dorso.
Hangzhou 2018: bronzo nei 100m dorso.
- Europei

Berlino 2014: oro nella 4x100m misti mista, argento nei 50m dorso, bronzo nei 100m dorso e nella 4x100m misti.
Londra 2016: oro nella 4x100m misti, nella 4x100m misti mista e bronzo nei 50m dorso.
Glasgow 2018: oro nei 50m dorso e nella 4x100m misti mista, argento nei 100m dorso e bronzo nella 4x100m misti.
- Europei in vasca corta

Stettino 2011: argento nei 50m dorso.
Glasgow 2019: bronzo nei 100m dorso.
- Giochi del Commonwealth

New Delhi 2010: bronzo nei 50m dorso.
Glasgow 2014: oro nei 50m dorso e argento nei 100m dorso.
Gold Coast 2018: bronzo nei 50m dorso e nella 4x100m misti.

## International Swimming League
| Stagione 2019   | Stagione 2020   | Stagione 2021   |
| --------------- | --------------- | --------------- |
| Energy Standard | Energy Standard | Energy Standard |